# Nők versus Öltönyök (Így jártam anyátokkal)
A Nők versus öltönyök (Girls versus Suits) az Így jártam anyátokkal című amerikai televíziós sorozat egyik epizódja. Ez a sorozat 100. epizódja, amely 2010. január 11-én került bemutatásra, Magyarországon pedig 2010. október 18-án.
Ebben az epizódban Barney elhatározza, hogy felszedi az új pultoslányt, aki azonban ki nem állhatja az öltönyös fickókat. Ted közelebb kerül ahhoz, hogy találkozzon a leendő feleségével, mint valaha.
Az epizód különlegessége, hogy elhangzik benne egy négyperces musicaldarab is, a színészek előadásában. A darab főszereplője Neil Patrick Harris (Barney megszemélyesítője), aki arról énekel, hogy miért is nagyszerű az öltönyök viselése.
A darab zenéjét, mint egy ötven főből álló zenekar írta és szerezte, koreográfiáját pedig hatvanöt főből álló tánccsoport adja elő. A darab Emmy-díjat érdemelt ki a "Legjobb Eredeti Szám és Szöveg" kategóriában.

## Tartalma
|  | Alább a cselekmény részletei következnek! |

Jövőbeli Ted a sorsszerűséget ecseteli gyerekeinek, annak történetét, hogy milyen volt az, amikor majdnem találkozott az anyjukkal. Egy órája után éppen összefut pár diákjával, aki az egyik PhD-hallgatót, Cindyt készülnek elhívni egy buliba. Ted elkobozza a sörüket, majd beszélgetésbe elegyedik Cindyvel. Olyan jól sikerül, hogy randira is hívja őt. Felmegy érte a szobájába, ahol kiderül, hogy egy furcsa lakótársa van (akiről Jövőbeli Ted elmondja, hogy a gyerekek anyja), akinek a szokásai idegesítik őt, és az is, hogy a randijai mindig beleszeretnek helyette. Ted megígéri, hogy sosem fog beleszeretni a lakótársába – ami utóbb már nonszensz.
A randi során Cindy egyre több furcsa dolgát emlegeti fel a lakótársának, amik Tednek nagyon tetszenek, de kitart Cindy mellett. A randi után Cindy az, aki azt mondja, hogy nem találkozhatnak többet, mert az egyetem szabályzata tiltja az efféle kapcsolatot tanárok és hallgatók közt. Ted próbál megértően hozzáállni a dologhoz, de a többiek rábeszélik, hogy próbálkozzon újra. Fel is megy hozzá, remélve, hogy talán Cindy az igazi, és lelkesen próbál vele újra összejönni. Megdicséri a szobájának a tartalmát is, amiről mind kiderül, hogy nem is az övé, hanem a szobatársáé. Cindy ennek hatására úgy dönt, hogy inkább mégsem jön vele össze, és kidobja Tedet. Kifelé menet még láthatjuk az Anya lábát, ahogy a zuhanyzóba igyekszik, Ted pedig véletlenül ottfelejti a sárga esernyőt, amely így visszakerül a jogos tulajdonosához.
Közben új csapos, Karina érkezik a MacLaren's bárba. Barney fel akarja őt szedni, mert még hiányzik a listájáról a pultoslány. Próbálkozása kudarcot vall, ugyanis Karina gyűlöli az öltönyös fickókat, miután volt szerencséje Wall Street-es lúzerekhez már korábban. Barney áldozatot hoz, és öltöny nélkül próbálkozik nála, meglepően sikeresen. Ennek ellenére az öltönyfüggőség hamar megjelenik nála. A mosdóban felveszi magára öltönyét, ahol senki sem látja, de ekkor elszakad a háta. Barney megpróbálja megjavíttatni, de nem sikerül. A gombokat, mint "szervdonorok", más öltönyök kapják meg, az öltöny többi részét pedig elhamvasztattja és urnába rakja.
Eközben a többiek azon vitatkoznak, hogy Karina szexi-e. Robin azt mondja, nem az, csak a pozíciója miatt látszik olyannak, ezért a pult mögé megy, hogy bebizonyítsa, ő is olyanná válik akkor. Marshall határozottan állítja, hogy Karina nem is szexi, miközben Lily igyekszik rábírni, hogy vallja be az ellenkezőjét, hiszen szerinte csak miatta tagadja a nyilvánvalót, nehogy megsértődjön. Azzal sikerül csak a figyelmét felkeltenie, hogy szerinte Karina szexibb, mint Marshall.
Közben Barney az urnával a kezében sírva végül rászedi Karinát, hogy jöjjön fel vele a lakására. Ott azonban rájön, hogy felültették, mikor véletlenül meglátja az öltönyöket. Arra kényszeríti Barneyt, hogy válasszon közte és köztük. Ekkor Barney képzeletébe kerülünk, ahol a gondolatai egy Broadway-musicalként kelnek életre. Egy dalt énekel, melyben végül kifejti, hogy az öltönyök többet érnek, mint bármelyik nő. A valóságban mindenesetre egyelőre felülteti Karinát, hogy lefeküdjön vele.

## Kontinuitás
- Ted már "A párkereső", "A tej", és a "Kisfiúk" című epizódban is megemlítette, hogy kedveli a basszusgitározó nőket.
- Lily biszexuális vágyai ismét megmutatkoznak.
- Barney listájára, mely szerint foglalkozások alapján fekszik le a nőkkel, a "Valami kölcsönvett" című részben már volt utalás.
- Most jelenik meg az Anya negyedszer a sorozat során, ám ezúttal sem látunk belőle túl sokat.
- A sárga esernyő most kerül vissza jogos tulajdonosához, amit még a "Nincs holnap" című részben hagyott el.
- Robin ismét bebizonyítja, hogy ha hazudik, akkor idegesítően nevetgél, mint ahogy a "Selejtező" című részben bebizonyosodott.
- Barney "A legutolsó cigi" című részben is tanúbizonyságát adja, mennyire kötődik érzelmileg az öltönyeihez.

## Jövőbeli visszautalások
- Ted utal rá, hogy részegen is szokott tanítani, pedig azt is tiltja az egyetemi szabályzat. A "Jenkins" című részben pontosan ezt csinálja.
- Barney az urnát később is felhasználja csajozáshoz, amint az "A Stinson-rakétaválság" című részből is kiderül.
- Tim Gunn mint Barney szabója később is felbukkan a sorozatban a 9. évadban, az "Egy tesó árulása", "A pókerparti" és a "Napfelkelte" című epizódokban.
- Az "Így jártam apátokkal" című epizódban láthatók a történések az Anya szemszögéből is.
- "A gyűrű ereje" című epizódban is szerepel egy dalbetét.

## Érdekességek
- Barney azt állítja, hogy még sosem feküdt le pultoslánnyal. Ez csak részben igaz, ugyanis "A platinaszabály" című részben lefeküdt Wendyvel, aki viszont "csak" pincérnő".
- A valóságban a Columbia Egyetem szabályzata nem tiltja a tanár-diák kapcsolatot.

## Zene
- Warrant - Cherry Pie
- Neil Patrick Harris - Nothing Suits Me Like A Suit

## Vendégszereplők
- Rachel Bilson - Cindy
- Tim Gunn - önmaga
- Stacy Keibler - Karina
- Joe Nieves - Carl MacLaren
- Ryan Bailey - Herb
- James Pumphrey - 1. srác
- Christopher Scott - táncos
- Heather Morris - Beth